# Goszcz
Goszcz est une localité polonaise de la gmina de Twardogóra, située dans le powiat d'Oleśnica en voïvodie de Basse-Silésie.

## Histoire
De 1742 à 1945, Goschütz fait partie de l'arrondissement de Groß Wartenberg (de) dans le district de Liegnitz au sein de la province de Silésie.